# Abancourt, Nord
Abancourt là một xã của tỉnh Nord, thuộc vùng Hauts-de-France, miền đông nước Pháp.